# Kisszállás
Kisszállás es un pueblo y municipio del condado de Bács-Kiskun, en la región de la Gran Llanura Meridional del sur de Hungría.
Los croatas en Hungría llaman a este pueblo Salašica.

## Geografía
Tiene una superficie de 92,06 kilómetros cuadrados y tiene una población de 2 149 personas (2024).
- Kisszállás en Google Maps
- Más información en la wiki húngara

## Historia
La zona de Kisszállás ha sido durante mucho tiempo el asentamiento de diferentes naciones. Ávaros, cumanos e incluso turcos la han habitado durante siglos y han dejado su huella. El descubrimiento de un cementerio turco y otro ávaro en Kisszállás así lo demuestra.
Este pueblo húngaro se fundó tras la unificación de otros siete pequeños pueblos a mediados del siglo XIX. Desde entonces, sus habitantes se han ganado la vida aprovechando la abundante tierra vegetal para fines agrícolas.
Actualmente, el pueblo cuenta con aproximadamente 2 200 habitantes. La religión popular es la católica y la mayoría de la gente aún se gana la vida como agricultora.
El nombre del asentamiento: 'Kisszállás' en húngaro es una palabra compuesta. La primera parte del nombre (Kis-) significa pequeño, y la segunda parte (-szállás) es un asentamiento húngaro común. Por lo tanto, el nombre significa "pequeño pueblo".